# Rich Man, Poor Man (film 1918)
Rich Man, Poor Man è un film muto del 1918 diretto da J. Searle Dawley che ne firma anche la sceneggiatura. Il soggetto è tratto dal romanzo di Maximilian Foster e dalla commedia omonima di George Broadhurst andata in scena a Broadway il 5 ottobre 1916.

## Produzione
Il film fu prodotto dalla Famous Players-Lasky Corporation.

## Distribuzione
Distribuito dalla Paramount Pictures e dalla Famous Players-Lasky Corporation, il film - presentato da Adolph Zukor - uscì nelle sale cinematografiche statunitensi il 22 aprile 1918.